# Quapaw jezik
Quapaw jezik (alkansea, arkansas, capa, ogaxpa; ISO 639-3: qua) indijanski jezik, danas gotovo izumro, kojim se služe Quapaw Indijanci na asjeveroistoku Oklahome. Govori ga još svega 34 osobe (1990 popis) od 159 (2000 popis) etničkih Quapawa.
Srodan je jezicima plemena Dhegiha, to su, viz.: kansa [ksk], Omaha Indijanci dijalekt omaha [oma], osage [osa], Ponca Indijanci dijalekt ponca [oma], i svi pripadaju porodici siu.

## Glasovi
Ipa simbol je u zagradi.
samoglasnici: 
a (a),
e (e),
i  (i),
o  (o).
Nazalni samoglasnici:
aⁿ piše se i kao ã, ą, aN (ã),
iⁿ piše se i kao ĩ, į, iN (ĩ),
oⁿ piše se i kao õ, oN (õ)
Suglasnici (konsonanti)
b (b)
č (tʃ)
čh (tʃh)
č' (tʃ')
čč (čː)
d (d ~ dð)
g (ɣ)
h (h~x)
k (k)
kh (kʰ)
k' (k')
kk (kː)
m (m)
n (n)
p (p)
ph (pʰ)
pp (pː)
s (s)
s' (s')
š (ʃ)
š' (ʃ')
t (t)
th (tʰ)
t' (t')
tt (tː)
w (w)
x (x)
x' (x')
z (z)
ž (ʒ)
’ (ʔ)

## Vanjske poveznice
- Ethnologue (14th)
- Ethnologue (15th)

Ethnologue (16th)